# 2022年12月臺灣
| << | 2022年12月 （民國111年） | >> |    |    |    |    |
| \| 日 \| 一 \| 二 \| 三 \| 四 \| 五 \| 六 \| \| \| \| \| \| 1 \| 2 \| 3 \| \| 4 \| 5 \| 6 \| 7 \| 8 \| 9 \| 10 \| \| 11 \| 12 \| 13 \| 14 \| 15 \| 16 \| 17 \| \| 18 \| 19 \| 20 \| 21 \| 22 \| 23 \| 24 \| \| 25 \| 26 \| 27 \| 28 \| 29 \| 30 \| 31 \| \| \| \| \| \| \| \| \| |                          |    |    |    |    |    |
| 臺灣新聞動態／維基新聞 |                          |    |    |    |    |    |
| 世界／中国大陆／臺灣 |                          |    |    |    |    |    |
| 日 | 一                       | 二 | 三 | 四 | 五 | 六 |
| |                          |    |    | 1  | 2  | 3  |
| 4 | 5                        | 6  | 7  | 8  | 9  | 10 |
| 11 | 12                       | 13 | 14 | 15 | 16 | 17 |
| 18 | 19                       | 20 | 21 | 22 | 23 | 24 |
| 25 | 26                       | 27 | 28 | 29 | 30 | 31 |
| |                          |    |    |    |    |    |

## 12月1日
- 國內COVID-19疫情趨緩，即日起實施，戶外活動取消應全程佩戴口罩規定[1]。

## 12月2日
- 司法院指出，第1梯次備選國民法官通知書已寄發，預計會有3萬5000多名民眾[2]。
- 總統蔡英文在總統府接見英國國會下議院外委會主席克恩斯（Alicia Kearns）訪問團[3]。

## 12月9日
- 農委會表示100多家台灣水產品遭暫停進口中國，中國海關總署以註冊訊息不完整為由，9日新增酒類與飲料等產品暫停進口，暫停進口增加至2409件[4]。

## 12月13日
- 中華民國總統蔡英文出席「111年公務人員傑出貢獻獎表揚大會」，肯定所有獲獎者在工作崗位上全力以赴。[5]

## 12月15日
- 行政院會通過選罷法等修正草案，明定國安犯罪、「黑金槍毒」重大犯罪、賄選，以及重罪重刑4類犯罪者，不得登記為候選人[6]。
- 花蓮外海中午12時3分發生規模6.2地震[7]。

## 12月16日
- 台北地檢署偵辦高虹安涉詐領助理費案[[[Wikipedia:格式手册/链接#章節|錨點失效]]]，改列偵字案偵辦，依貪污等罪諭令高虹安60萬元交保[8]。

## 12月17日
- 美國聯邦眾議員匡希恆（John Curtis）於2022年12月17日至22日率團來台訪問；外交部表示全團4位聯邦眾議員均為台灣在美國國會的重要友人，不論是籲請拜登政府強化台美安全合作、將台灣納入首波疫苗捐贈名單、支持台灣參與「聯合國氣候變化綱要公約」（UNFCCC）、台灣加入「印太經濟架構」（IPEF）等重要議題為台灣發聲。副總統提到，匡希恆眾議員及其他幾位眾議員提出「臺灣國際團結法案」、「臺北法案」，持續推動與臺灣利益相關的法案。[9]

## 12月18日
- 南方澳跨港大橋於2019年10月1日發生斷橋事故，2020年10月5日施工歷經2年5個月終於完工通車。大橋重建總工程經費9.57億元，全長796.53公尺，包括主橋595公尺，引道201.53公尺，耐久年限100年，具有抗腐蝕與耐震設計。蘇花改工程處表示，施工團隊費時29個月。「南方澳跨港大橋重建工程通車祈福典禮」於12月18日早上9點在蘇澳港第13號碼頭舉行，蔡總統、行政院長蘇貞昌、交通部長王國材、宜蘭縣長林姿妙等人將到場剪綵。[10][11]

## 12月27日
- 總統蔡英文下午在總統府召開記者會，宣布「強化全民國防兵力結構調整方案」，宣布從民國113年1月1日起，94年1月1日以後出生的役男，義務役期由4個月恢復為1年[12]。